# Les Lumières de Bullet Park
Les Lumières de Bullet Park (titre original : Bullet Park) est une œuvre du romancier américain John Cheever, le « Tchekhov des banlieues », écrite en 1969. Comme dans tous ses livres, l'auteur montre ici, à travers la peinture des pensées, mœurs et désirs des habitants de banlieues aisées, le craquèlement des valeurs d'une « Amérique bien pensante », très ancrées dans ces grandes banlieues pavillonnaires, ou suburb.

## Trame narrative
Le récit met en scène les Nailles, famille parfaite type du suburb, qui après une rapide présentation, sombre lentement. Le père absorbe des tranquillisants pour se rendre à son bureau. Nelly, sa femme, se détache de plus en plus de la réalité concrète et matérielle de son existence et Tony, leur fils, s'enferme dans sa chambre et devient apathique.

## Adaptations

### Au cinéma
- 2009 : Parc, film français d'Arnaud des Pallières, avec Sergi López, Jean-Marc Barr, Nathalie Richard, Geraldine Chaplin et László Szabó

### Au théâtre
En 2011 est réalisée une adaptation théâtrale de la pièce par John Cheever, Rodolphe Dana et le collectif les Possédés.